# Filips van Hessen-Philippsthal
Filips of Philipp van Hessen-Philippsthal (Kassel, 14 december 1655 - Aken, 18 juni 1721) was de eerste landgraaf van Hessen-Philippsthal. Hij was als militair in dienst van meerdere landen. Zijn grafmonument is te vinden in de Grote of Sint-Jacobskerk te Den Haag, de plaats waar hij lange tijd woonachtig was.

## Biografie

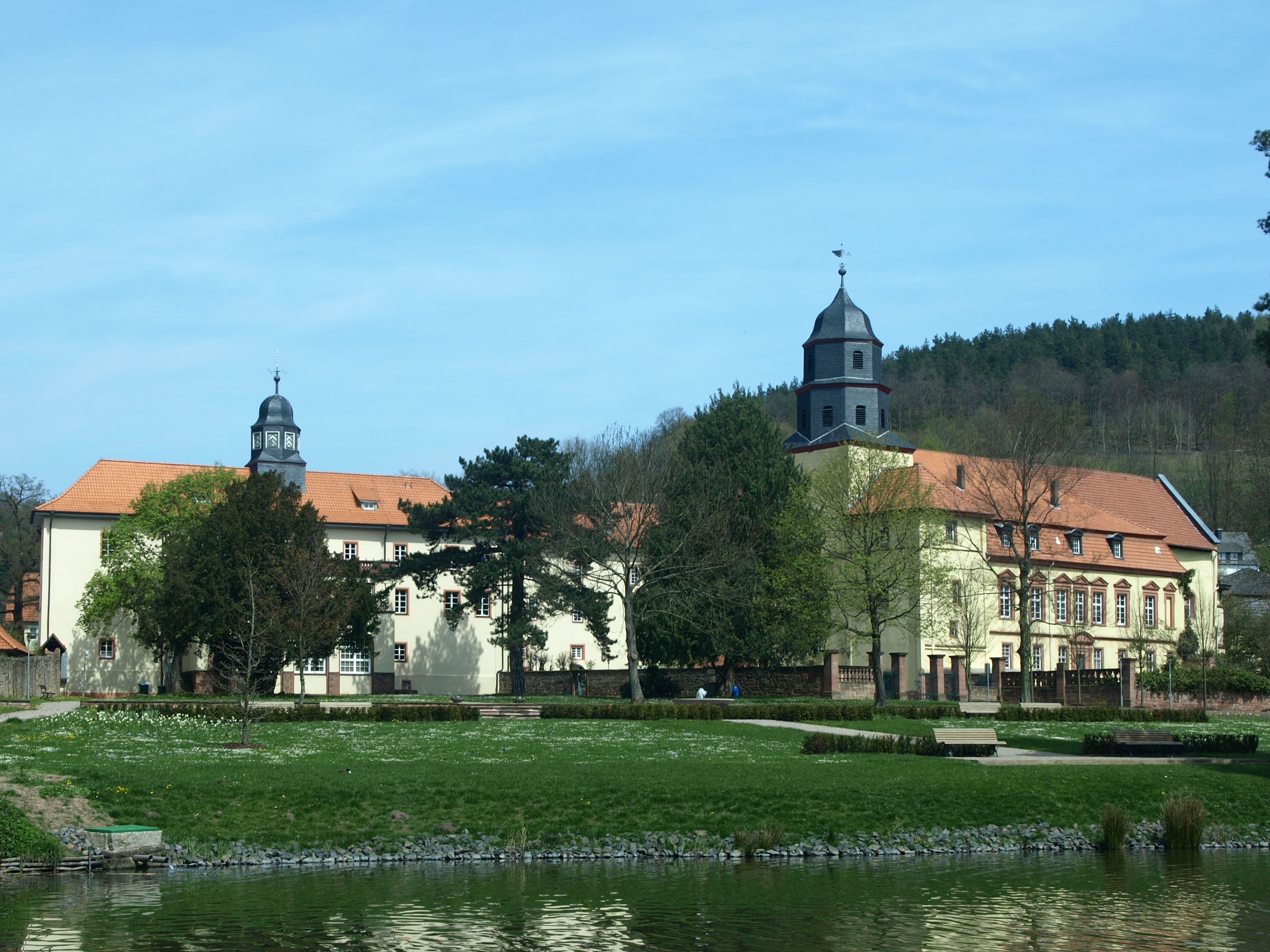
Kasteel Philippsthal

### Afkomst
Filips was een jongere zoon van landgraaf Willem VI van Hessen-Kassel en Hedwig Sophia van Brandenburg. Zowel via zijn vader als moeder stamde hij af van prins Willem van Oranje, via diens dochters Louise Juliana en Catharina Belgica. Bij het overlijden van zijn vader in 1663 wordt hij landgraaf van Hessen-Philippsthal, een afsplitsing van Hessen-Kassel. Daarnaast werd hij vorst van Hirschfeld, graaf van Katzenelnbogen, Dietz, Ziegenhagen, Nidda en Schaumburg.

### Residenties

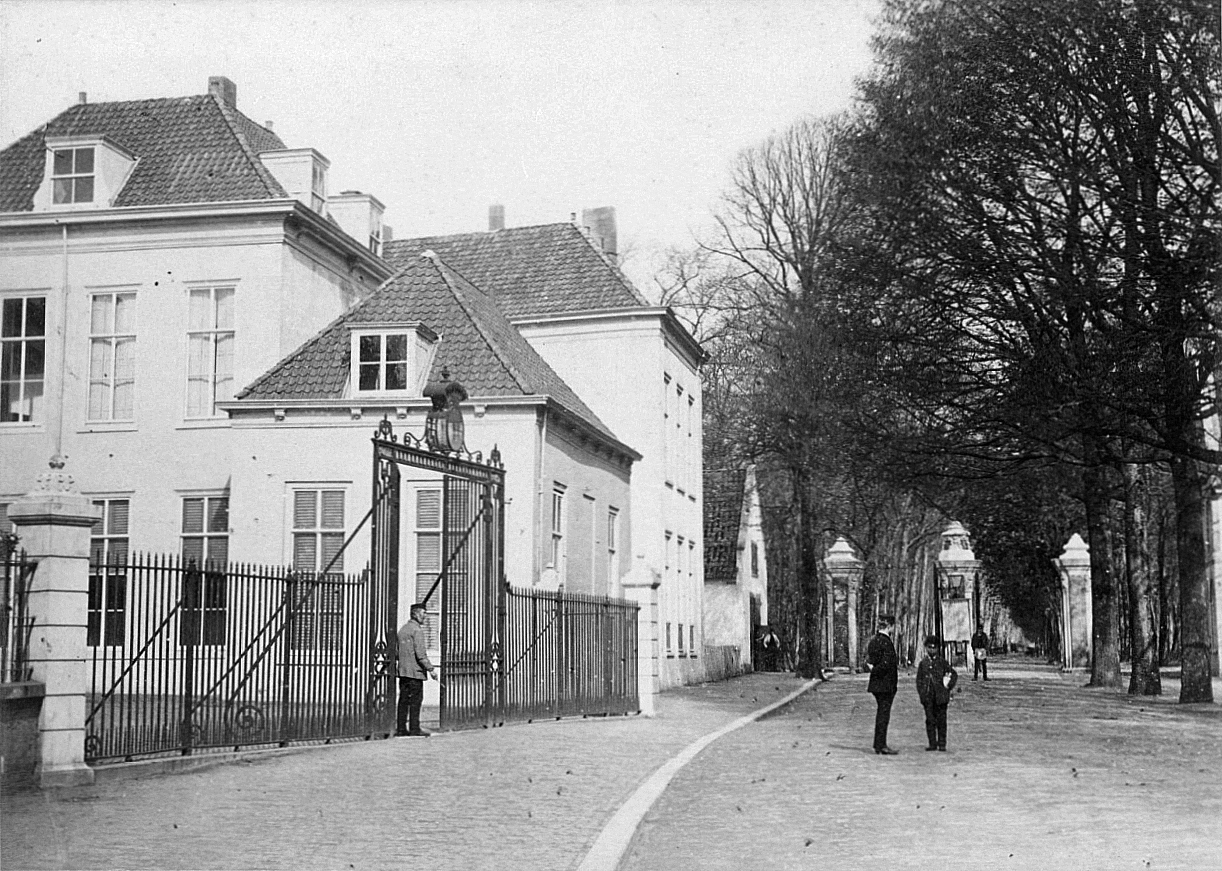
Scheveningseweg, Den Haag, circa 1890, met links de toegang tot Huis Buitenrust. Gebouwd door Filips van Hessen-Philippsthal, begin 18e eeuw. In de negentiende eeuw bewoond door koningin-weduwe Anna Paulowna. Afgebroken ten behoeve van de bouw van het Vredespaleis.

In 1685 liet hij kasteel Philippsthal bouwen op de plaats van het oude Kreuzberg klooster, gelegen in het Werradal in het meest oostelijke deel van Hessen, niet ver van de grens met Thüringen. Filips, kolonel der infanterie,  heeft het merendeel van zijn leven doorgebracht in buitenlandse krijgsdienst, maar nooit in het Staatse leger. Op 5 juli 1694 wordt hij door Koning Christiaan V van Denemarken opgenomen in de Olifantsorde, de hoogste Deense ridderorde. Toen hij rond het jaar 1707 afzwaaide besloot hij om zich in Den Haag te vestigen. In dat jaar kocht hij een huis en landerijen aan de Scheveningseweg en liet het afbreken, om er een groots landhuis te laten bouwen dat hij de naam 'Hessenhof' gaf. Dit huis zou later de naam 'Buitenrust' krijgen. De keuze voor Den Haag was geen toeval: zowel de landgraaf als zijn vrouw waren nauw verwant aan het Huis Oranje-Nassau. Zijn nicht Maria Louise van Hessen-Kassel zou in 1709 trouwen met Prins Johan Willem Friso van Nassau-Dietz en vier van zijn neven dienden in het Staatse leger. Zijn directe buurman was Graaf Hans Willem Bentinck, die eveneens militair was. Bentinck bewoonde het landgoed Zorgvliet, bekend om het Catshuis. In 1711 droeg Coenraad Droste (1642-1734) zijn treurspel 'Theseus' op aan Filips. In het opdrachtsgedicht vergelijkt hij de landgraaf, die een eenvoudig leven boven het regeren verkoos, met de Romeinse keizer Diocletianus en andere grote mannen met een dergelijk karakter. En hij roemt het geluk van Den Haag, waar de landgraaf 'een zoo heerlijk hof' stichtte. Filips nicht, Hertogin Elisabeth Charlotte van Orléans, schreef later dat zij had gehoord dat hij daar leefde als een Hollandse burger en zijn zoons opvoedde als boeren.

### Huwelijk en nageslacht

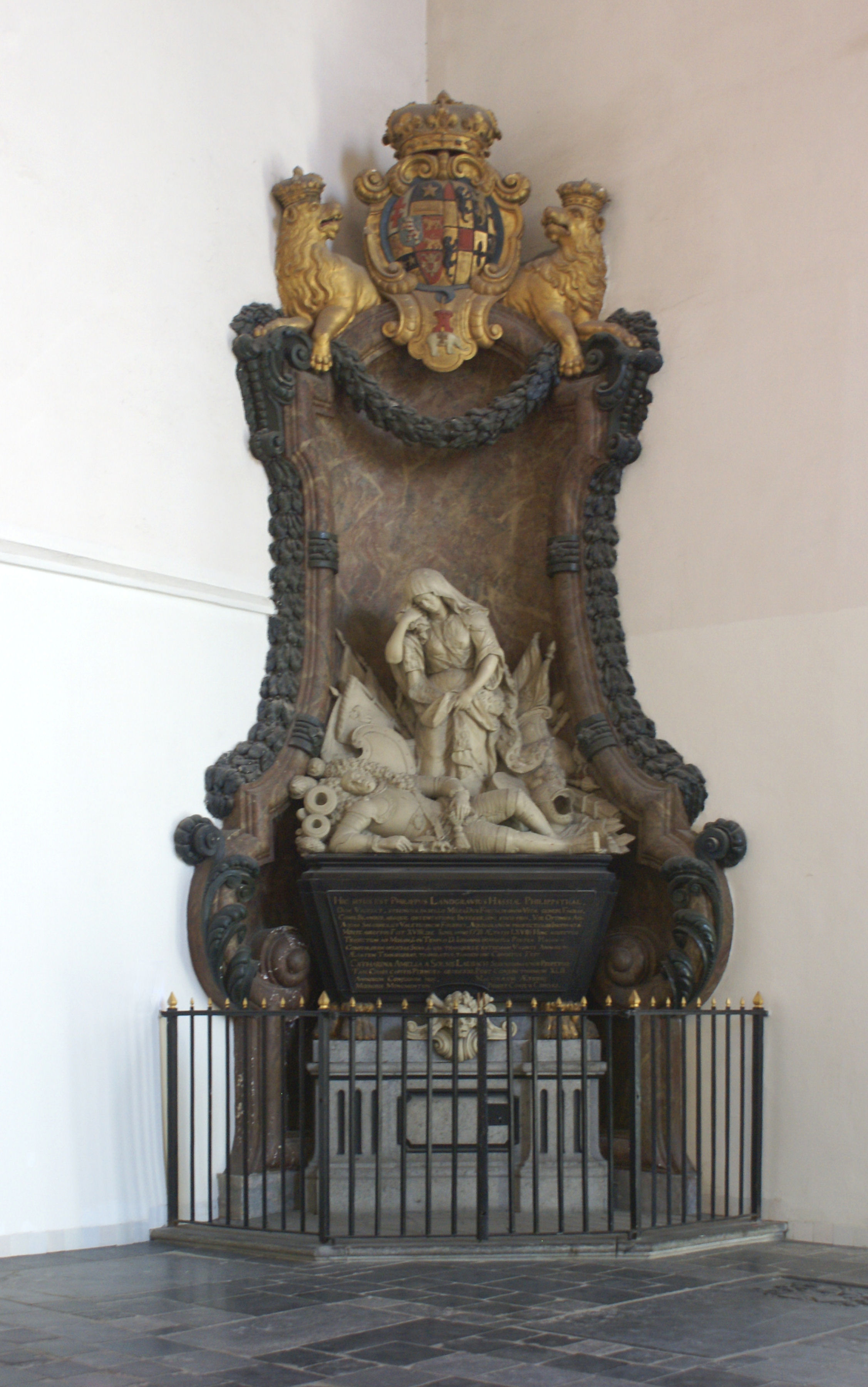
Grafmonument van Filips van Hessen-Philippsthal in de Grote of Sint-Jacobskerk te Den Haag.

Filips huwt in 1680 met Catharina Amalia van Solms-Laubach (1654-1736), dochter van graaf Karel Otto van Solms-Laubach en Amöna Elisabeth van Bentheim-Steinfurt, en werd vader van:
- Karel (1682-1770), landgraaf van Hessen-Philippsthal
- Amalia (Philippsthal, 25 september 1684 - Kassel, 25 maart 1754)
- Filips (Philippsthal, 31 juli 1686-1717). Hij trouwde met Maria Ursula van Limburg Stirum (1651-1720). Zij was een dochter van Otto graaf van Limburg Stirum, heer van Bronckhorst, Borculo en Wisch (1620-1679) en Elisabeth Charlotte van Dohna-Carwinden (1625-1691)
- Friederike Henriette (1688–1761), kwam om het leven bij de kruitramp van 1761 in Maastricht
- Willem van Hessen-Philippsthal-Barchfeld (1692-1761)
- Sophia van Hessen-Philippsthal (Philippsthal, 6 april 1695-Marburg, 9 mei 1728). Zij trouwde in 1723 met Peter August van Sleeswijk-Holstein-Sonderburg-Beck (1695-1775).

Na zijn dood werd Hessen-Philippsthal nog eens opgesplitst tussen Hessen-Philippsthal en Hessen-Philippsthal-Barchfeld.

### Voorouders
| Voorouders van Filips van Hessen-Philippsthal | Voorouders van Filips van Hessen-Philippsthal                                              | Voorouders van Filips van Hessen-Philippsthal                                              | Voorouders van Filips van Hessen-Philippsthal                                                    | Voorouders van Filips van Hessen-Philippsthal                                                    | Voorouders van Filips van Hessen-Philippsthal                                       | Voorouders van Filips van Hessen-Philippsthal                                       | Voorouders van Filips van Hessen-Philippsthal                                       | Voorouders van Filips van Hessen-Philippsthal                                       |
| --------------------------------------------- | ------------------------------------------------------------------------------------------ | ------------------------------------------------------------------------------------------ | ------------------------------------------------------------------------------------------------ | ------------------------------------------------------------------------------------------------ | ----------------------------------------------------------------------------------- | ----------------------------------------------------------------------------------- | ----------------------------------------------------------------------------------- | ----------------------------------------------------------------------------------- |
| Overgrootouders                               | Maurits van Hessen-Kassel (1572-1632) ∞ 1593 Agnes van Solms-Laubach (1578-1602)           | Maurits van Hessen-Kassel (1572-1632) ∞ 1593 Agnes van Solms-Laubach (1578-1602)           | Filips Lodewijk II van Hanau-Münzenberg (1576-1612) ∞ Catharina Belgica van Nassau (1578 – 1648) | Filips Lodewijk II van Hanau-Münzenberg (1576-1612) ∞ Catharina Belgica van Nassau (1578 – 1648) | Johan Sigismund van Brandenburg (1572–1620) ∞ 1594 Anna van Pruisen (1576–1625)     | Johan Sigismund van Brandenburg (1572–1620) ∞ 1594 Anna van Pruisen (1576–1625)     | Frederik IV van de Palts (1574–1610) ∞ 1593 Louise Juliana van Nassau (1576–1644)   | Frederik IV van de Palts (1574–1610) ∞ 1593 Louise Juliana van Nassau (1576–1644)   |
| Grootouders                                   | Willem V van Hessen-Kassel (1602-1637) ∞ Amalia Elisabeth van Hanau-Münzenberg (1602-1651) | Willem V van Hessen-Kassel (1602-1637) ∞ Amalia Elisabeth van Hanau-Münzenberg (1602-1651) | Willem V van Hessen-Kassel (1602-1637) ∞ Amalia Elisabeth van Hanau-Münzenberg (1602-1651)       | Willem V van Hessen-Kassel (1602-1637) ∞ Amalia Elisabeth van Hanau-Münzenberg (1602-1651)       | Georg Willem van Brandenburg (1595–1640) ∞ 1646 Elisabeth Charlotte van de Palts    | Georg Willem van Brandenburg (1595–1640) ∞ 1646 Elisabeth Charlotte van de Palts    | Georg Willem van Brandenburg (1595–1640) ∞ 1646 Elisabeth Charlotte van de Palts    | Georg Willem van Brandenburg (1595–1640) ∞ 1646 Elisabeth Charlotte van de Palts    |
| Ouders                                        | Willem VI van Hessen-Kassel (1629-1663) ∞ Hedwig Sophie van Brandenburg (1623–1683)        | Willem VI van Hessen-Kassel (1629-1663) ∞ Hedwig Sophie van Brandenburg (1623–1683)        | Willem VI van Hessen-Kassel (1629-1663) ∞ Hedwig Sophie van Brandenburg (1623–1683)              | Willem VI van Hessen-Kassel (1629-1663) ∞ Hedwig Sophie van Brandenburg (1623–1683)              | Willem VI van Hessen-Kassel (1629-1663) ∞ Hedwig Sophie van Brandenburg (1623–1683) | Willem VI van Hessen-Kassel (1629-1663) ∞ Hedwig Sophie van Brandenburg (1623–1683) | Willem VI van Hessen-Kassel (1629-1663) ∞ Hedwig Sophie van Brandenburg (1623–1683) | Willem VI van Hessen-Kassel (1629-1663) ∞ Hedwig Sophie van Brandenburg (1623–1683) |
| Filips van Hessen-Philippsthal (1655-1721)    |                                                                                            |                                                                                            |                                                                                                  |                                                                                                  |                                                                                     |                                                                                     |                                                                                     |                                                                                     |

### Grafmonument in Den Haag
Toen hij in 1721 tijdelijk in Aken vertoefde is hij daar onverwacht overleden als gevolg van een beroerte. Filips van Hessen-Philippsthal werd aanvankelijk begraven in Maastricht, maar in 1723 is zijn stoffelijk overschot overgebracht naar Den Haag, waar hij is bijgezet in de Grote of Sint-Jacobskerk. Zijn weduwe had hier een grafmonument opgericht, in 1721 ontworpen door architect Daniël Marot. Ook Catharina Amalia van Solms-Laubach zelf ligt hier begraven.